# موتاژنو
موتاژنو (به لاتین: Motarzyno) یک روستا در لهستان است که در گمینا دنبنگتسا کاشوبسکا واقع شده‌است. موتاژنو ۷۲۶ نفر جمعیت دارد.